# Platan v parku Boženy Němcové
Platan v parku Boženy Němcové je památný strom platan javorolistý (Platanus × acerifolia, syn. Platanus × hispanica) v parku Boženy Němcové v části Fryštát města Karviná v okrese Karviná. Nachází se také v nížině Ostravská pánev v Moravskoslezském kraji v Horním Slezsku.

## Galerie

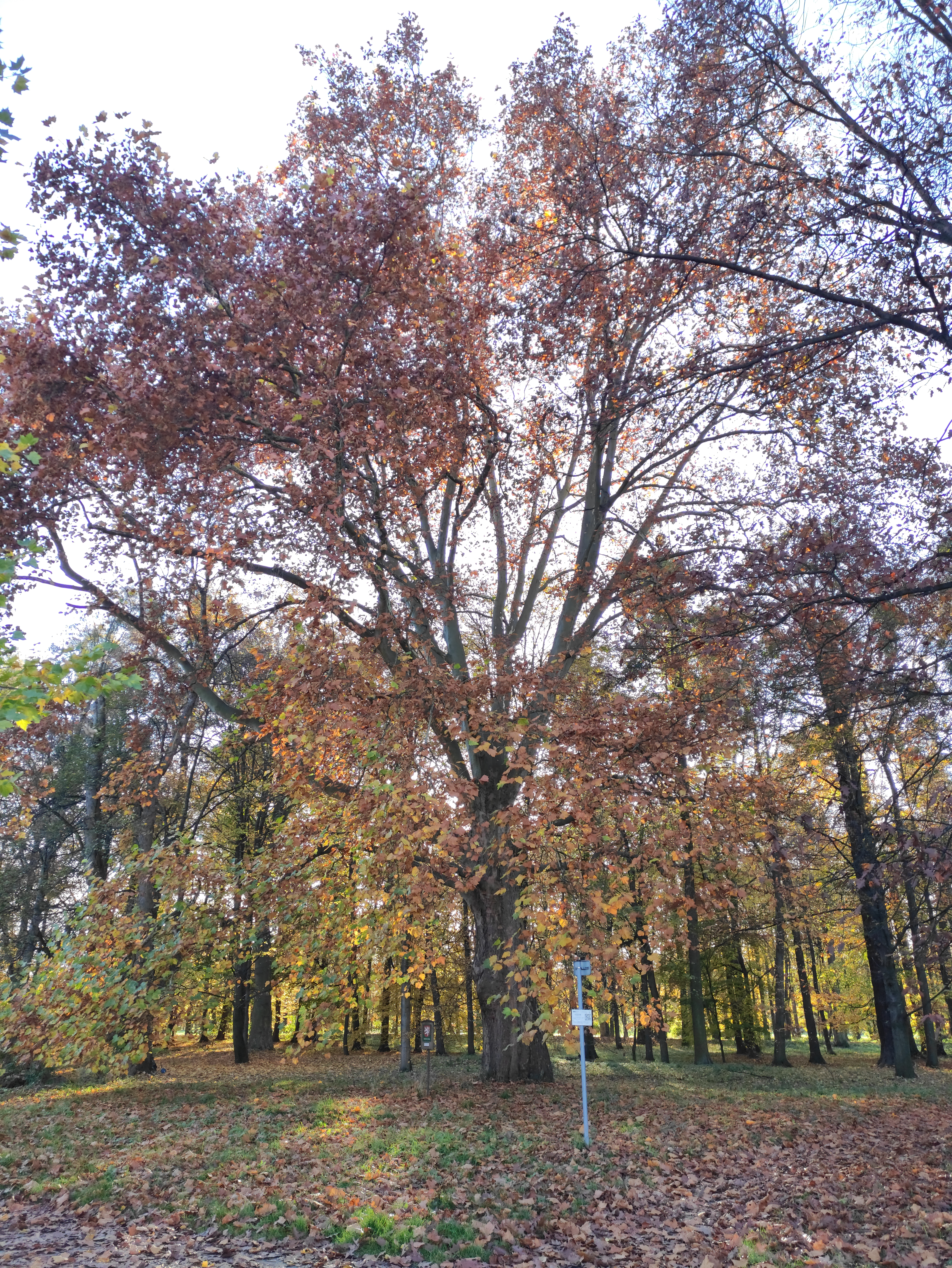
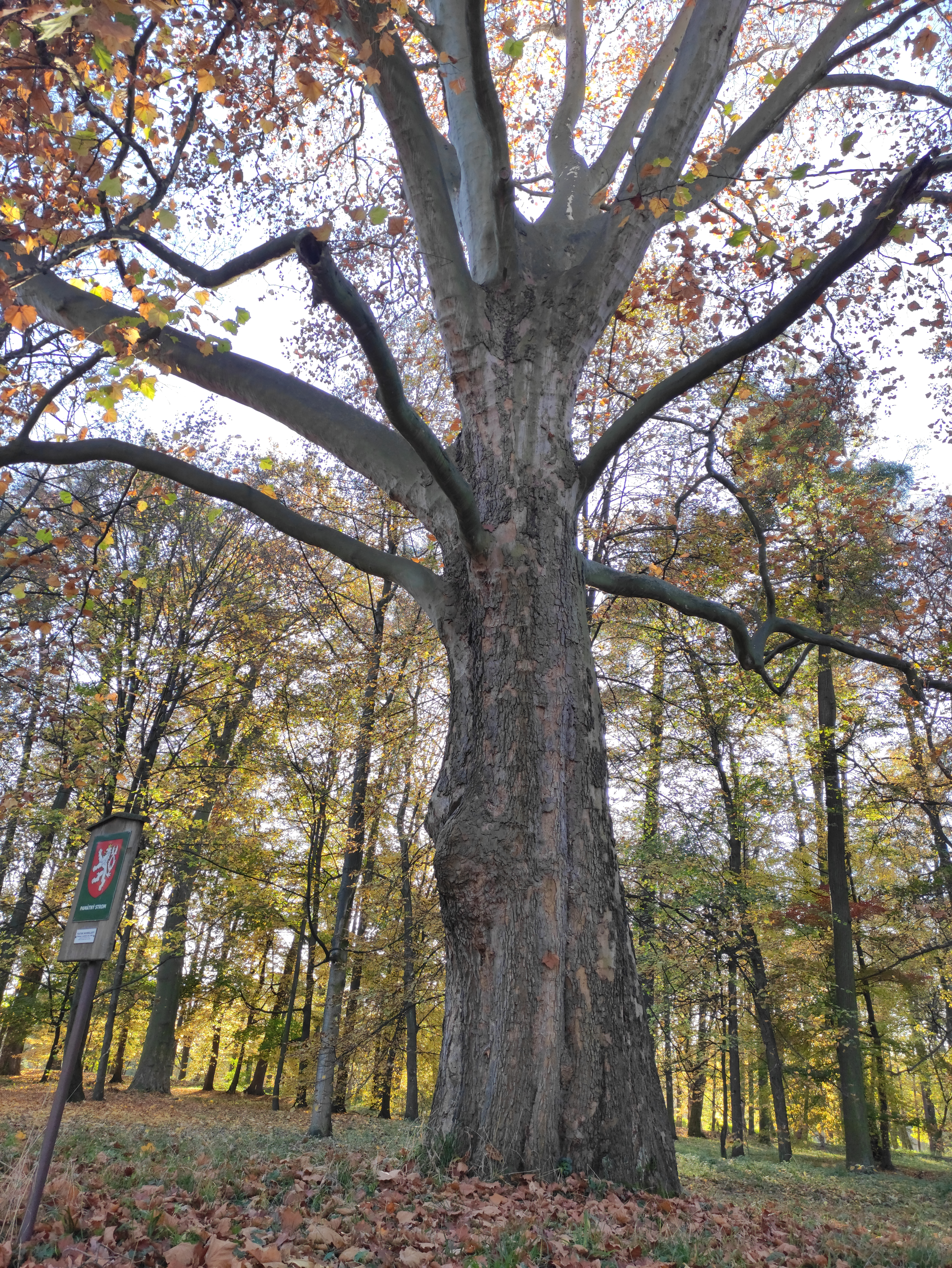
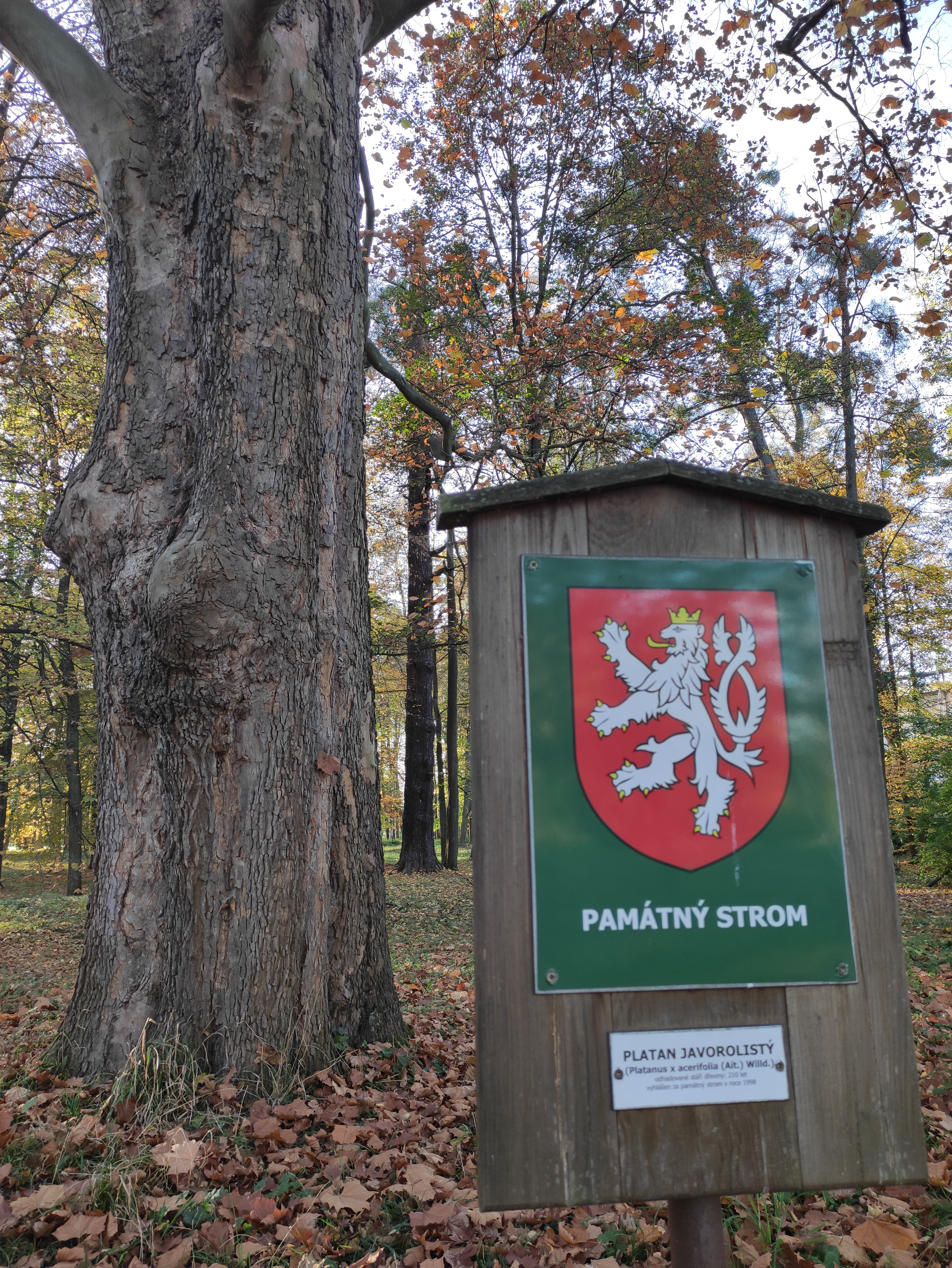

## Další informace
Platan v parku Boženy Němcové je jeden z celkem 6 vyhlášených památných stromů na území města Karviná a byl původně součástí zámeckého parku v vybudovaného v anglickém stylu. Podle údajů z roku 1999:
| Výška stromu:                 | 32,0 m                                             |
| Obvod kmene ve výčetní výšce: | 4,63 m                                             |
| Poznámka:                     | V parku B. Němcové, jižně od zámku, u letního kina |
| Ochranné pásmo:               | dle zákona                                         |
| Datum vyhlášení:              | 15. února 1999                                     |